# HD-MAC
HD-MAC ist eine Weiterentwicklung des MAC-Verfahrens zu einem analogen HDTV-System mit 1250 Zeilen, davon 1152 sichtbar. Es war Anfang der 90er Jahre in Europa für Versuchssendungen im Einsatz, u. a. bei der Liveübertragung der Olympischen Sommerspiele 1992 aus Barcelona.
Die Bandbreite und somit die horizontale Auflösung ist im Vergleich zu D2-MAC verdoppelt. Die Zeilenfrequenz beträgt jedoch aus Kompatibilitätsgründen weiterhin 15625 Hertz, so dass für ein komplettes Bild vier Teilbilder benötigt werden. Dadurch ergeben sich bei der Aufnahme für die vertikale Auflösung drei Möglichkeiten:
- 50 Bilder pro Sekunde mit 288 Zeilen für besonders schnelle Bildbereiche,
- 25 Bilder pro Sekunde mit 576 Zeilen für normal-bewegte Bildbereiche oder
- 12,5 Bilder pro Sekunde mit 1152 Zeilen für besonders ruhige Bildbereiche.

Das Bild wird ferner in Blöcke zu 8×8 Pixeln unterteilt, zu welchen jeweils das passende Deinterlacing-Verfahren angegeben wird.
Bei der Wiedergabe muss der Decoder das Bild digital zwischenspeichern und durch mehrfaches Auslesen des Speichers wieder in 50 oder 100 Bilder zurückverwandeln. Das Bildformat bei HDTV-Kameras und Röhren-TV-Empfängern war erstmals in Europa 16:9.
HD-MAC-Signale waren abwärtskompatibel zu D2-MAC-Empfängern.

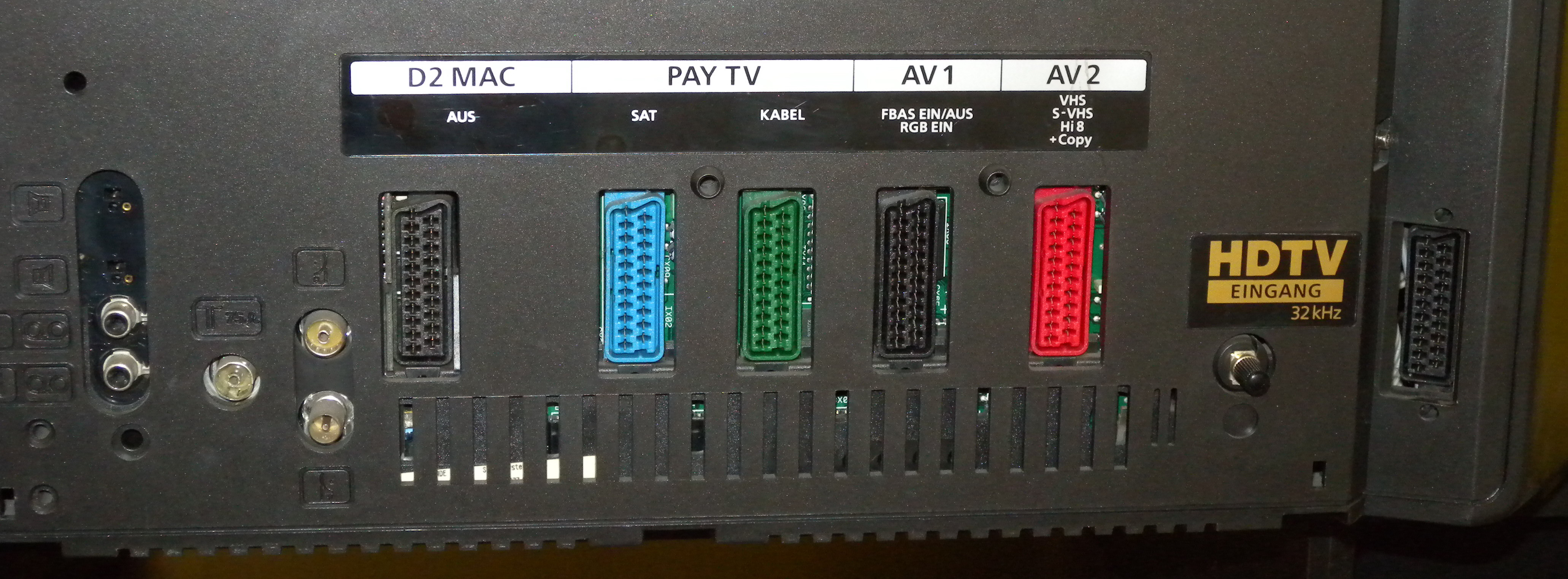
Golden SCART-Buchse (rechts) an einem Nordmende Space System 92 HS Fernsehgerät mit HD-MAC-Standard.

Das System kam nie in Geräten für Endverbraucher auf den Markt. Obwohl die eigentliche Übertragung analog war, benötigte HD-MAC viel – seinerzeit teure – Digitaltechnik. Zudem waren außer teuren und klobigen Röhrengeräten und wenigen, ebenfalls teuren Projektoren keine Bildschirme verfügbar, die das HD-Signal hätten darstellen können. Parallel zeichnete sich ab, dass volldigitale Sendetechniken wie DVB oder ATSC verfügbar werden würden. Zudem hatte die Industrie einen sanften Übergang geplant von per D2-MAC übertragenem SDTV zu kompatiblen HDTV via HD-MAC. Dies hätte aber eine größere installierte Basis an D2-MAC-Empfängern vorausgesetzt, die nie zustande kam.
Als Übertragungsschnittstelle für Endverbrauchergeräte wurde Golden SCART entwickelt, eine besondere und abwärtskompatible Implementierung des normalen SCART-Anschlusses. Einige Fernsehgeräte von Philips und Telefunken sollen damit ausgestattet worden sein.

## Weblink
- Albrecht Gasteiner 1992: HD-MAC = TV-Zukunft?